# Copa Río Branco
La Copa Río Branco era un torneo amistoso de fútbol entre las selecciones nacionales de las dos  potencias de Sudamérica: Uruguay y Brasil. Se disputó 10 veces entre los años 1931 y 1976 con 6 conquistas brasileñas, 3 uruguayas y 1 trofeo compartido por ambos equipos.
El torneo se disputaba cada edición en un país, jugándose la primera edición en Río de Janeiro, el 6 de septiembre de 1931, (en Brasil se jugó siempre en Río de Janeiro o Sao Paulo y en Uruguay en Montevideo), excepto el último año, 1976, que se disputó a ida y vuelta con un partido en cada país, el 25 de febrero la ida en Montevideo y el 28 de abril la vuelta en Río de Janeiro. En esta ocasión los partidos computaron también para la Copa del Atlántico, competición en la que también intervenían Argentina y Paraguay.
En 1967, después de 3 empates consecutivos en Montevideo (25 de junio 0-0, 28 de junio 2-2 y 1 de julio 1-1) el trofeo fue compartido por las dos selecciones.

## Historial
| Año  | Campeón          | Resultado   | Subcampeón | Sede                                                  | Sede |
| ---- | ---------------- | ----------- | ---------- | ----------------------------------------------------- | ---- |
| 1931 | Brasil           | 2:0         | Uruguay    | Estadio das Laranjeiras, Brasil                       |      |
| 1932 | Brasil           | 2:1         | Uruguay    | Estadio Centenario, Uruguay                           |      |
| 1940 | Uruguay          | 4:3 1:1     | Brasil     | Estadio São Januario, Brasil                          |      |
| 1946 | Uruguay          | 4:3 1:1     | Brasil     | Estadio Centenario, Uruguay                           |      |
| 1947 | Brasil           | 0:0 3:2     | Uruguay    | Estadio Pacaembú, Brasil Estadio São Januario, Brasil |      |
| 1948 | Uruguay          | 1:1 4:2     | Brasil     | Estadio Centenario, Uruguay                           |      |
| 1950 | Brasil           | 3:4 3:2 1:0 | Uruguay    | Estadio Pacaembú, Brasil Estadio São Januario, Brasil |      |
| 1967 | Uruguay y Brasil | 0:0 2:2 1:1 | -          | Estadio Centenario, Uruguay                           |      |
| 1968 | Brasil           | 2:0 4:0     | Uruguay    | Estadio Pacaembú, Brasil Estadio Maracaná, Brasil     |      |
| 1976 | Brasil           | 2:1         | Uruguay    | Estadio Centenario, Uruguay Estadio Maracaná, Brasil  |      |

### Detalles
| Copa Río Branco 1931; 6 de setiembre de 1931 | Brasil        | 2:0 (2:0) | Uruguay | Estadio das Laranjeiras, Río de Janeiro |                                      |
|                                              | Nilo 30', 33' | Reporte   |         | Árbitro(s): Gilberto De Almeida Rego    | Árbitro(s): Gilberto De Almeida Rego |

| Copa Río Branco 1932; 4 de diciembre de 1932 | Uruguay              | 1:2 (0:1) | Brasil                     | Estadio Centenario, Montevideo |                           |
|                                              | Juan José García 65' | Reporte   | Leônidas da Silva 14', 61' | Árbitro(s): Aníbal Tejada      | Árbitro(s): Aníbal Tejada |

| Copa Río Branco 1940; 24 de marzo de 1940 | Brasil                                                  | 3:4 (0:1) | Uruguay                                                           | São Januário, Río de Janeiro |                             |
|                                           | Hércules 47' · Pedro Amorim 55' · Leônidas da Silva 56' | Reporte   | Ricardo Pérez 38' · Sixto González 63' · Severino Varela 64', 89' | Árbitro(s): Nobel Valentini  | Árbitro(s): Nobel Valentini |

| Copa Río Branco 1940; 31 de marzo de 1940 | Brasil                | 1:1 (0:1) | Uruguay             | São Januário, Río de Janeiro         |                                      |
|                                           | Leônidas da Silva 57' | Reporte   | Severino Varela 43' | Árbitro(s): José Ferreira Lemos Juca | Árbitro(s): José Ferreira Lemos Juca |

| Copa Río Branco 1946; 5 de enero de 1946 | Uruguay                                                                           | 4:3 (1:2) | Brasil                                                | Estadio Centenario, Montevideo     |                                    |
|                                          | Juan Pedro Riephoff 17' · Ramón Castro 47' · Raúl Schiaffino 54' · Luis Volpi 61' | Reporte   | Jair Rosa Pinto 9' · Zizinho 24' · Eusebio Tejada 81' | Árbitro(s): Mário Gonçalves Vianna | Árbitro(s): Mário Gonçalves Vianna |

| Copa Río Branco 1946; 10 de enero de 1946 | Uruguay               | 1:1 (1:1) | Brasil      | Estadio Centenario, Montevideo   |                                  |
|                                           | José María Medina 34' | Reporte   | Zizinho 44' | Árbitro(s): Juan Carlos Armental | Árbitro(s): Juan Carlos Armental |

| Copa Río Branco 1947; 29 de marzo de 1947 | Brasil | 0:0     | Uruguay | Estadio Pacaembú, São Paulo      |                                  |
|                                           |        | Reporte |         | Árbitro(s): Juan Carlos Armental | Árbitro(s): Juan Carlos Armental |

| Copa Río Branco 1947; 1 de abril de 1947 | Brasil                                                       | 3:2 (2:1) | Uruguay                                  | Estadio São Januário, Río de Janeiro |                              |
|                                          | Tesourinha 10' · Heleno De Freitas 36' · Jair Rosa Pinto 67' | Reporte   | José María Medina 44' · Rodolfo Pini 80' | Árbitro(s): João Etzel Filho         | Árbitro(s): João Etzel Filho |

| Copa Río Branco 1948; 4 de abril de 1948 | Uruguay            | 1:1 (1:0) | Brasil     | Estadio Centenario, Montevideo      |                                     |
|                                          | Nicolás Falero 22' | Reporte   | Danilo 61' | Árbitro(s): Alberto da Gama Malcher | Árbitro(s): Alberto da Gama Malcher |

| Copa Río Branco 1948; 11 de abril de 1948 | Uruguay                                                                               | 4:2 (3:1) | Brasil                       | Estadio Centenario, Montevideo     |                                    |
|                                           | Nicolás Falero 7' · Obdulio Varela 13' · Julio César Britos 37' · Héctor Magliano 65' | Reporte   | Canhotinho 17' · Carlyle 46' | Árbitro(s): Luis Alberto Fernández | Árbitro(s): Luis Alberto Fernández |

| Copa Río Branco 1950; 6 de mayo de 1950 | Brasil                               | 3:4 (2:3) | Uruguay                                                               | Estadio Pacaembú, São Paulo    |                                |
|                                         | Zizinho 2' · Ademir Menezes 30', 62' | Reporte   | Julio Pérez 23' · Óscar Míguez 27', 29' · Juan Alberto Schiaffino 48' | Árbitro(s): Cyril John Barrick | Árbitro(s): Cyril John Barrick |

| Copa Río Branco 1950; 14 de mayo de 1950 | Brasil                              | 3:2 (3:2) | Uruguay                              | Estadio São Januário, Río de Janeiro |                                |
|                                          | Jair Rosa Pinto 3', 24' · Chico 30' | Reporte   | Julio Pérez 21' · Hugo Villamide 42' | Árbitro(s): Cyril John Barrick       | Árbitro(s): Cyril John Barrick |

| Copa Río Branco 1950; 18 de mayo de 1950 | Brasil             | 1:0 (0:0) | Uruguay | Estadio São Januário, Río de Janeiro |                                |
|                                          | Ademir Menezes 60' | Reporte   |         | Árbitro(s): Cyril John Barrick       | Árbitro(s): Cyril John Barrick |

| Copa Río Branco 1967; 25 de junio de 1967 | Uruguay | 0:0     | Brasil | Estadio Centenario, Montevideo |                               |
|                                           |         | Reporte |        | Árbitro(s): Aurelio Bossolino  | Árbitro(s): Aurelio Bossolino |

| Copa Río Branco 1967; 28 de junio de 1967 | Uruguay                       | 2:2 (0:1) | Brasil                | Estadio Centenario, Montevideo |                               |
|                                           | Pedro Virgilio Rocha 58', 73' | Reporte   | Paulo Borges 23', 70' | Árbitro(s): Aurelio Bossolino  | Árbitro(s): Aurelio Bossolino |

| Copa Río Branco 1967; 1 de julio de 1967 | Uruguay                  | 1:1 (0:1) | Brasil          | Estadio Centenario, Montevideo |                            |
|                                          | Pedro Virgilio Rocha 33' | Reporte   | Dirceu Lopes 4' | Árbitro(s): Esteban Marino     | Árbitro(s): Esteban Marino |

| Copa Río Branco 1968; 9 de junio de 1968 | Brasil                | 2:0 (1:0) | Uruguay | Estadio Pacaembú, São Paulo      |                                  |
|                                          | Tostão 11' · Sadi 59' | Reporte   |         | Árbitro(s): Romualdo Arppi Filho | Árbitro(s): Romualdo Arppi Filho |

| Copa Río Branco 1968; 12 de junio de 1968 | Brasil                                                    | 4:0 (1:0) | Uruguay | Estadio Maracaná, Río de Janeiro |                               |
|                                           | Paulo Borges 8' · Tostão 52' · Gérson 84' · Jairzinho 90' | Reporte   |         | Árbitro(s): Aurelio Bossolino    | Árbitro(s): Aurelio Bossolino |

| Copa Río Branco 1976; 25 de febrero de 1976 | Uruguay                | 1:2 (1:1) | Brasil                 | Estadio Centenario, Montevideo |                           |
|                                             | Juan Carlos Ocampo 27' | Reporte   | Nelinho 10' · Zico 84' | Árbitro(s): Roque Cerullo      | Árbitro(s): Roque Cerullo |

| Copa Río Branco 1976; 28 de abril de 1976 | Brasil                          | 2:1 (0:1) | Uruguay           | Estadio Maracaná, Río de Janeiro |                                  |
|                                           | Roberto Rivelino 56' · Zico 71' | Reporte   | Daniel Torres 16' | Árbitro(s): Romualdo Arppi Filho | Árbitro(s): Romualdo Arppi Filho |